# Ugo Mifsud Bonnici
Ugo Mifsud Bonnici (ur. 8 listopada 1932 w m. Cospicua) – maltański polityk i prawnik, działacz Partii Narodowej, parlamentarzysta i minister, w latach 1994–1999 prezydent Malty.

## Życiorys
Członek zaangażowanej politycznie rodziny Mifsud Bonnici, tradycyjnie wspierającej Partię Narodową, reprezentowanej przez wiele lat w parlamencie. Jego kuzyn, Karmenu Mifsud Bonnici, został jednak działaczem Partii Pracy.
W 1952 uzyskał bakalaureat, a w 1955 doktorat z prawa na Uniwersytecie Maltańskim, po czym praktykował w maltańskim sądownictwie. Zajmował się również działalnością publicystyczną, był m.in. redaktorem magazynu literackiego „Malta Letterarja”. Zaangażował się w działalność polityczną w ramach Partii Narodowej. W 1966 po raz pierwszy został wybrany do Izby Reprezentantów, z powodzeniem ubiegając się o reelekcję w pięciu kolejnych wyborach do 1992 włącznie. Od 1982 do 1987 był rzecznikiem swojego ugrupowania do spraw edukacji. W 1977 objął funkcję przewodniczącego rady głównej i administracyjnej Partii Narodowej.
Od 1987 do 1994 wchodził w skład rządów Edwarda Fenecha Adamiego. Był ministrem edukacji (1987–1990), odpowiadając również za środowisko, kulturę, sprawy młodzieży, muzea i sport. Następnie do 1992 zajmował stanowisko ministra edukacji i spraw wewnętrznych, a później do 1994 ministra edukacji i zasobów ludzkich. Od kwietnia 1994 do kwietnia 1999 sprawował pięcioletnią kadencję prezydencką.
W 1959 zawarł związek małżeński z Gemmą z domu Bianco, z którą ma dwóch synów (w tym polityka Carmela) i córkę.

## Odznaczenia
- Xirka Ġieħ ir-Repubblika (1994, z urzędu)
- Krzyż Wielki Orderu Chrystusa (Portugalia, 1994)[3]
- Złoty Łańcuch Orderu Piusa IX (Watykan, 1995)[4]
- Kawaler Krzyża Wielkiego Udekorowany Wielką Wstęgą Orderu Zasługi Republiki Włoskiej (Włochy, 1995)[5]